# Jack Egan
Frank Joseph Floyd (qui a combattu sous le nom de Jack Egan) est un boxeur américain né le 27 mai 1878 à Philadelphie, Pennsylvanie et mort le 15 mars 1950.

## Carrière
Il a remporté aux Jeux olympiques d'été de 1904 à Saint-Louis la médaille d'argent en poids légers et la médaille de bronze en poids welters.  Selon les règles de l'AAU, il était illégal de combattre sous un faux nom (le vrai nom d'Egan était Frank Joseph Floyd.). En novembre 1905, l'AAU a disqualifié Egan de toutes les compétitions de l'AAU et il a dû rendre tous ses prix, y compris ses deux médailles olympiques. 

## Palmarès

### Jeux olympiques
- Jeux olympiques de 1904 à Saint-Louis (poids légers)
- Jeux olympiques de 1904 à Saint-Louis (poids welters)